# Oenochroma guttilinea
Oenochroma guttilinea là một loài bướm đêm trong họ Geometridae.